# Podlodów (powiat rycki)
Podlodów – osada w Polsce położona w województwie lubelskim, w powiecie ryckim, w gminie Ułęż.
W latach 1975–1998 miejscowość należała administracyjnie do województwa lubelskiego.
Osada wchodzi w skład w sołectwa Podlodówek gminy Ułęż. Według Narodowego Spisu Powszechnego z roku 2011 wieś liczyła 139 mieszkańców.
Wierni Kościoła rzymskokatolickiego należą do parafii Podwyższenia Krzyża Świętego w Sobieszynie.

## Historia

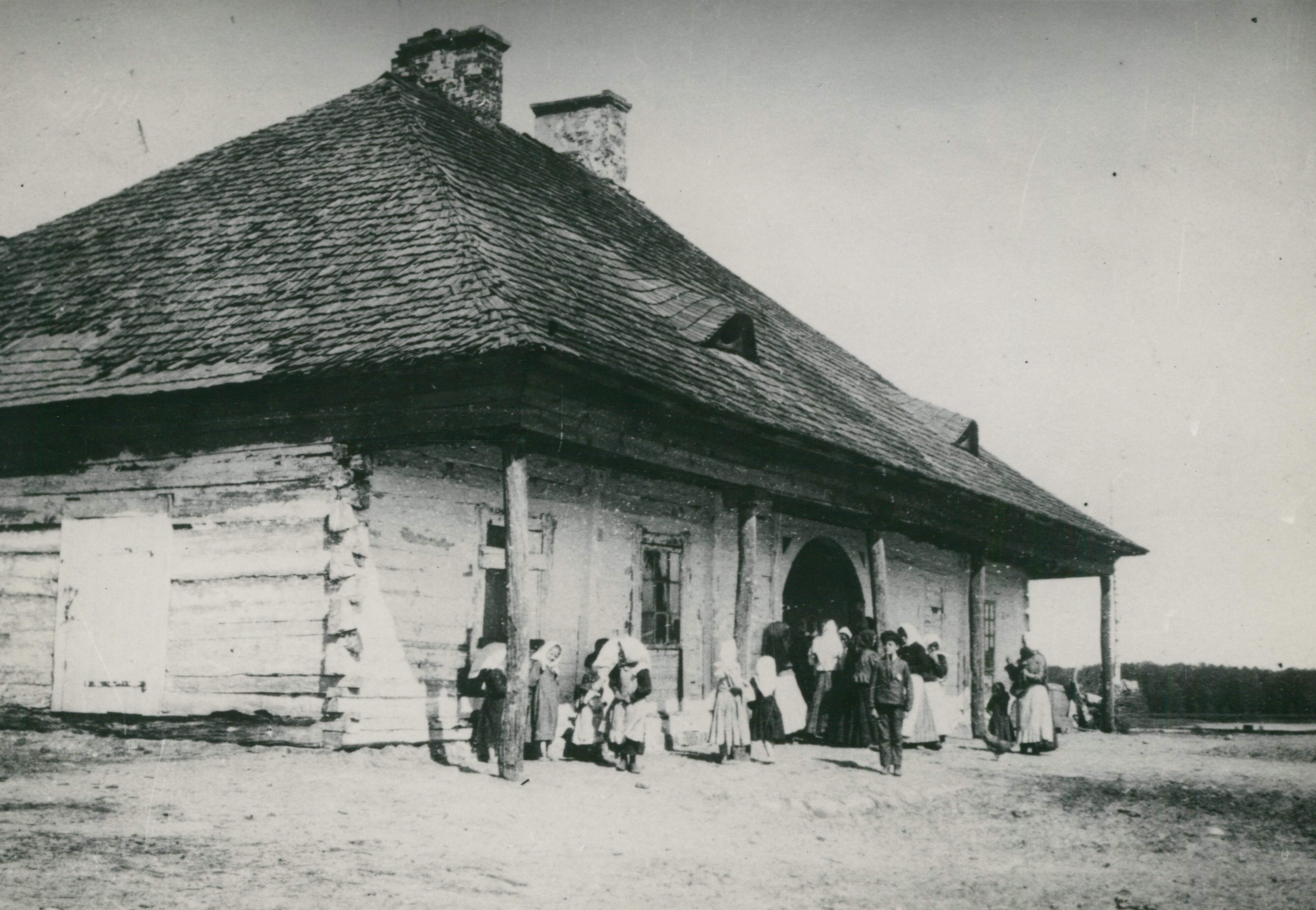
Karczma w Podlodowie, około 1915

W początkach wieku XVI występuje jako wieś w powiecie stężyckim w parafii Przetoczno alias Łysobyki stanowiła własność Grzegorza Podlodowskiego. Według registru poborowego powiatu stężyckiego z 1509 r. miała 13 półłanków i 1 zagrodnika (Pawiński, Małop., 333).
Wieś szlachecka położona była w drugiej połowie XVI wieku w ziemi stężyckiej.
Według akt ziemskich stężyckich, w 1648 roku właścicielem był Stefan Podlodowski który umiera w Podlodowie 1653 roku.

W 1664 r. właścicielami byli: Jakub Krassowski, kasztelan podlaski, i brat jego Mateusz. Według registru poborowego we dworze i we wsi było 81 poddanych (Akta stężyckie). W sejmie warszawskim w 1775 r. powołana została komisja dla ostatecznego zakończenia sprawy między Sobieszynem i Podlodowem.
W wieku XIX Podlodów stanowił wieś i folwark nad Wieprzem w powiecie łukowskim, gminie Serokomla, parafii Łysobyki, odległy 35 wiorst od Łukowa, wieś posiadała wówczas 10 domów i 133 mieszkańców, browar i dwa młyny wodne. Według spisu 1827 r. należała do parafii Drążgów, było tu wówczas 8 domów i 82 mieszkańców.
Folwark Podlodów z wsiami: Podlodów, Podlodówek i Wola Blizocka miał w 1885 roku rozległości dominialnej 1470 mórg: gruntów ornych i ogrodów mórg 750, łąk mórg 123, past. mórg 86, lasu mórg 284, wody mórg 53, nieużytków mórg 47, przestrzenie sporne mórg 127. Budynków murowanych 6, z drzewa 35, płodozmian 13. polowy, las nieurządzony. wieś Podlodów osad 6, z gruntem mórg 3, wieś Podlodówek osad 21, z gruntem mórg 279, wieś Wola Blizocka osad 48, z gruntem mórg 751.
We wrześniu 1939 w osadzie stacjonowały 216 i 217 eskadry bombowe oraz 121. i 122. eskadry myśliwskie.

## Zabytki
- parterowy dwór wybudowany w pierwszej połowie XIX w. na pozostałościach budowli z XVII w. Obiekt kryty dachem dwuspadowym z lukarnami; od frontu portyk z czterema kolumnami doryckimi, podtrzymujący fronton. Po prawej stronie, od zaplecza, skrzydło kryte dachem mansardowy. Dwór w parku z okazami starodrzewia (grab, jesion, klon, lipa, sosna czarna, świerk, wierzba płacząca)[13]